# Immer will ich dir gehören
Immer will ich dir gehören ist ein deutscher Spielfilm in Farbe aus dem Jahr 1960. Regie führte Arno Assmann. Die Hauptrollen waren mit Heidi Brühl, Hans Söhnker, Helmut Lohner und Peter Weck besetzt. Das Drehbuch stammt von Gina Falckenberg und Fritz Böttger. In der Bundesrepublik Deutschland kam der Streifen das erste Mal am 16. Dezember 1960 in die Kinos.

## Handlung
Die Studentin Marianne Seibold und ihr Kommilitone Bob suchen in den Sommerferien eine gut bezahlte Arbeit, um sich vom Lohn eine lang ersehnte Reise leisten zu können. Während Bob bald fündig wird und eine Stelle als Babysitter annimmt, hat Marianne weniger Glück. Da bekommt sie Hilfe von ihrer Freundin Inge. Die stellt ihr ein Empfehlungsschreiben für ihren Onkel Heinrich Horstmann aus, der im Herzen der Stadt einen gut florierenden großen Autosalon besitzt und gerade eine neue Verkäuferin sucht. Als Marianne in Horstmanns Firma eintrifft, ist der Chef außer Haus, und seine nicht besonders freundliche Sekretärin speist sie mit einem nächtlichen Job als Wagenpflegerin in der Tiefgarage ab.
Tags darauf liest Horstmann den Brief seiner Nichte. Ohne zu zögern, bittet er Marianne zu sich ins Büro. Weil die jedoch keine Zeit mehr hat, zum Friseur zu gehen, setzt sie kurzerhand ihre schwarze Perücke auf und spricht so bei Horstmann vor. Der zeigt sich dermaßen entzückt von der Schönheit des Mädchens, dass er es auf der Stelle engagiert. So kommt Marianne plötzlich zu einem neuen Job. Weil sie aber auch ihre Arbeit in der Tiefgarage behalten möchte, beginnt sie, von nun an eine Doppelrolle zu spielen: nachts in der Garage als blonde Anne, die immer guter Laune ist und jede Gelegenheit zum Singen und Tanzen nutzt; am Tage ist sie Mary, die seriöse schwarzhaarige Empfangsdame im Autosalon. Probleme stellen sich ein, als Marianne plötzlich zwei Verehrer hat und sie unschlüssig ist, zu welchem von ihnen sie sich mehr hingezogen fühlt, als Mary zu ihrem Chef Heinrich Horstmann oder als Anne zu dessen Neffen, dem Patentanwalt Dr. Klaus Stettner. Als schließlich auch noch eine dritte Dame auftaucht, die zwar einen roten Haarschopf hat, ansonsten aber wie eine Schwester von Anne und Mary aussieht, erreicht die Verwirrung ihren Höhepunkt. Die Ereignisse überstürzen sich, bis sich am Ende alle Stricke lösen.

## Produktionsnotizen
Die Dreharbeiten erfolgten in den Studios der Bavaria Film in Grünwald. Die Filmmusik und die in dem Streifen von Heidi Brühl gesungenen Lieder wurden von Charly Niessen komponiert: der Titelschlager Immer will ich dir gehören nach einem Text von Ernst Verch, O-oh, oh-oh, Heinrich, denn ich hab‘ ja dich, Dort, wo der Südwind weht und Ich bin so … oder so getextet von Carl Ulrich Blecher. Für den Film spielten die Dutch Swing College Band und das Symphonie-Orchester Graunke. Heinz Alisch hatte die musikalische Leitung. Marga Rues besorgte die Choreographie. Von Rolf Zehetbauer und Otto Jaindl stammten die Filmbauten.

## Kritik
„Ein anspruchsloses, mit einigen Längen inszeniertes Verwechslungslustspiel mit Tanz und Schlagergesang.“

## Quelle
- Programm zum Film aus dem Verlag Das Neue Film-Programm, Mannheim-Käfertal, ohne Nummernangabe